# Stazione di Palermo La Malfa
La stazione di Palermo La Malfa è una fermata ferroviaria posta sulla linea Palermo-Trapani, nel territorio della città di Palermo.

## Storia
La fermata venne attivata il 7 ottobre 2018, contemporaneamente alla riapertura della tratta da Palermo Notarbartolo a Carini della ferrovia Palermo-Trapani.

## Strutture e impianti
La fermata, posta alla progressiva chilometrica 6+513 fra la stazione di Palermo San Lorenzo e la fermata di Palermo Cardillo, conta due binari serviti da due marciapiedi laterali lunghi 125 m e alti 55 cm sul piano del ferro.